# Ceraia nigropunctulata
Ceraia nigropunctulata är en insektsart som beskrevs av Lucien Chopard 1918. Ceraia nigropunctulata ingår i släktet Ceraia och familjen vårtbitare. Inga underarter finns listade i Catalogue of Life.